# Hilara albida
Hilara albida är en tvåvingeart som först beskrevs av Johann Wilhelm Meigen 1804.  Hilara albida ingår i släktet Hilara och familjen dansflugor. Inga underarter finns listade i Catalogue of Life.